# Szojuz T–11
A Szojuz T–11 a szovjet Szojuz T típusú űrhajó repülése volt 1984-ben. Ez volt a 6. repülés a Szaljut–7 űrállomáshoz és ekkor repült az első indiai űrhajós.

## Küldetés
1984. április 2-án a Szojuz T–11 fedélzetén három űrhajós indult a Szaljut–7 űrállomásra, köztük India első űrhajósa. A repülésük tartama 7 nap, 21 óra és 41 perc volt. Visszafelé a Szojuz T–10 űrhajóval érkeztek a Földre.

## Személyzet
- Jurij Vasziljevics Malisev parancsnok,
- Gennagyij Mihajlovics Sztrekalov fedélzeti mérnök
- Rakesh Sharma kutató-pilóta

## Tartalék személyzet
- Anatolij Nyikolajevics Berezovoj tartalék parancsnok
- Georgij Mihajlovics Grecsko tartalék fedélzeti mérnök
- Ravish Malhotra tartalék kutató-pilóta